# Claus von Reventlow

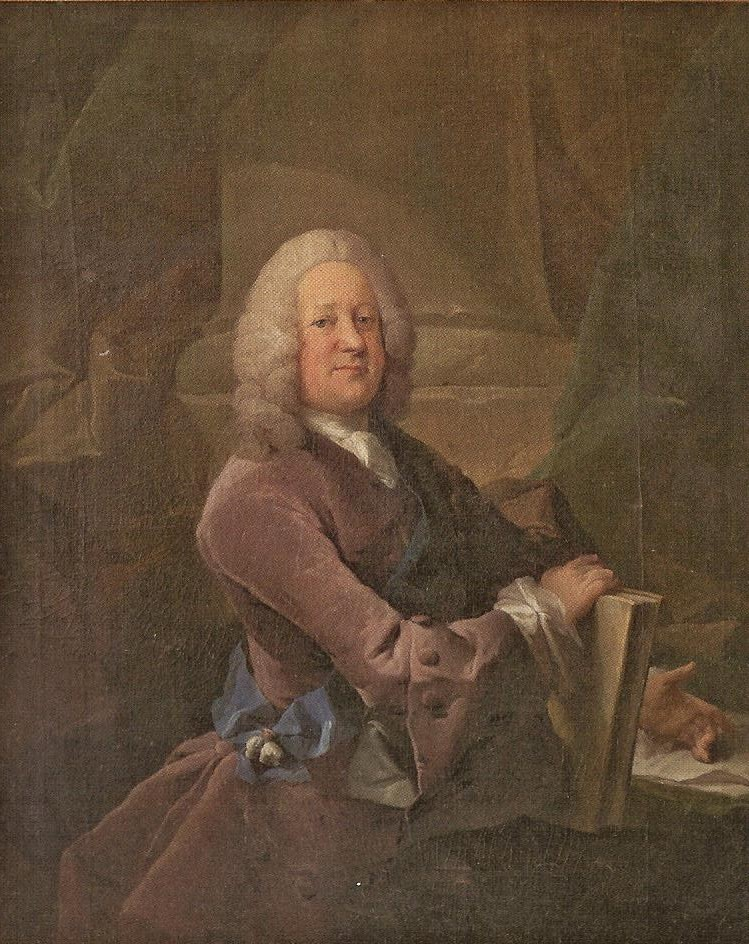
Claus Graf Reventlow, Porträt von Carl Gustaf Pilo

Claus Graf Reventlow, eigentlich Nicolaus Graf Reventlow, auch Claudius Reventlow (* 3. Dezember 1693 in Kopenhagen; † 10. Mai 1758 ebenda) war ein dänisch-deutscher Jurist, Präsident des Højesteret und Domherr in Lübeck.

## Leben
Claus von Reventlow (Nr. 264 der Geschlechtszählung) entstammte dem schleswig-holsteinischen Equites-Originarii-Geschlecht Reventlow. Er war ein Sohn von Friedrich von Reventlow (1649–1728) auf Neudorf aus dessen zweiter Ehe mit Anna Hedwig, geb. von Qualen († 1717). Schon im Alter von sieben Jahren erhielt er am 5. März 1701 eine Domherren-Präbende am Lübecker Dom.
Er studierte Rechtswissenschaften an verschiedenen deutschen Universitäten, zuerst ab Januar 1709 an der Universität Kiel, 1711 an der Universität Halle. 1715/16 unternahm er eine Grand Tour in die Niederlande, nach England und Frankreich.
Nach Dänemark zurückgekehrt, wurde er Kammerjunker am dänischen Hof, 1721/22 bei Königin Anna Sophie. 1727 wurde er zum Kammerherrn ernannt. Von 1728 bis 1730 wirkte er als Amtmann in Skanderborg Amt und Åkær (Viborg Kommune) Amt. 1730 wurde er Amtmann für das Stift Aalborg und Ålborg Amt sowie für das Åstrup Sejlstrup Børglum Amt in Nordjütland.
1736 trat er als Assessor beim höchsten dänischen Gericht Højesteret sowie beim Hofretten (Hofgericht) ein. 1748 wurde er zum Präsidenten des Højesteret ernannt.
Er war Verbitter des Adligen Klosters Itzehoe und seit 1736 auch Propst des St.-Johannis-Klosters vor Schleswig.
Als Domherr in Lübeck war Claus von Reventlow 1756 im Auftrag von König Friedrich V. die treibende Kraft bei der Wahl dessen zweiten Sohnes, des zu diesem Zeitpunkt erst dreijährigen Prinzen Friedrich von Dänemark (1753–1805) zum Koadjutor des Hochstifts Lübeck – gegen den Widerstand des Fürstbischofs Friedrich August. Die erfolgreiche Wahl wurde Teil der Verhandlungsmasse Dänemarks über die Gottorfische Frage und 1773 durch den Vertrag von Zarskoje Selo rückgängig gemacht.
Reventlow besaß mehrere Güter. 1735 erwarb er Astrup (Skive Kommune), das er 1749 wieder verkaufte, sowie Eskjær und das Skivehus in Skive, die er 1750 wieder veräußerte. 1753 erwarb er die Güter Osterrade und Kluvensiek, heute beides Ortsteile von Bovenau, von Cay von Brockdorff.
Er war zweimal verheiratet, zunächst seit dem 7. November 1727 mit Christiane Barbara, geb. Rantzau (* 1683; † 16. Februar 1747), einer Tochter des Generals Johan Rantzau (1650–1708) und dessen zweiter Frau Sophia Amalia, geb. Friis (1651–1696) sowie Witwe von Oberst Verner Parsberg auf Eskjær († 1719). In zweiter Ehe heiratete er am 6. November 1748 Charlotte Dorothea, geb. von Plessen (* 25. Mai 1724; † 25. Mai 1771), Tochter von Christian Ludwig Scheel von Plessen und Ordensdame des Ordre de l’union parfaite. Damit war er ein Schwager von Louise von Plessen. Das Paar hatte ein Kind, Christian[e] von Reventlow (* 3. April; † 4. April 1753).

## Grabkapelle

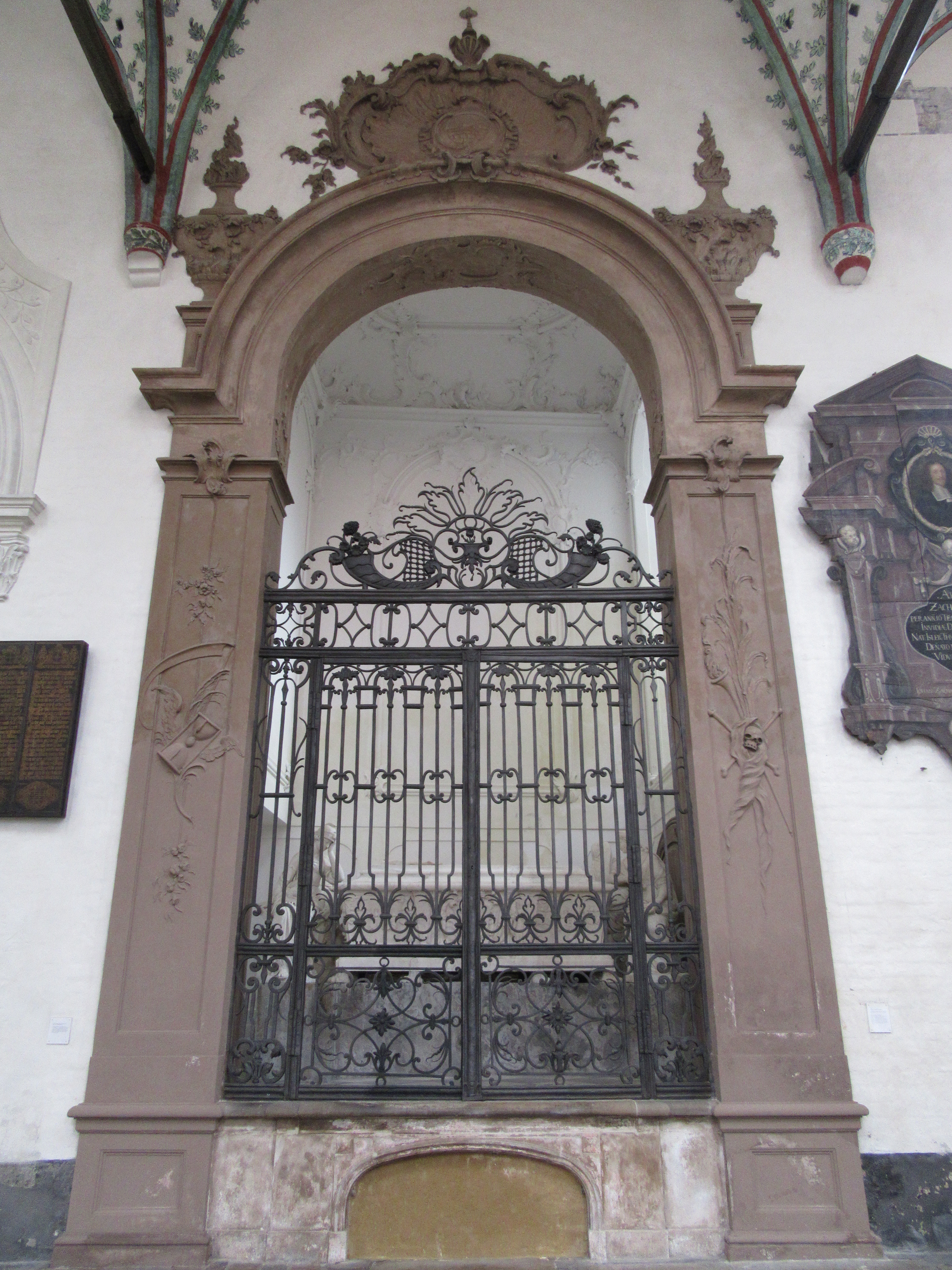
Reventlow-Kapelle (2016)

Am 19. Januar 1736 hatte Claus Reventlow eine Seitenkapelle der Lübecker Katharinenkirche vom Segeberger Amtmann Hans Rantzau (ca. 1685–1744) erworben, die davor schon sein Vater Friedrich von Reventlow seit 1708 besessen hatte. Das Motiv für den Erwerb in der Katharinenkirche (und nicht im Dom oder in einer Kopenhagener Kirche) bleibt unklar. Hier wurde 1747 zunächst seine erste Frau Christiane Barbara beigesetzt. Nach seinem Tod wurde Claus Reventlows Leichnam per Schiff nach Lübeck überführt, wo er am 18. Juli eintraf und unter zweistündigem Trauergeläut des Doms in die Katharinenkirche gebracht wurde. Die Umgestaltung der Kapelle im Rokoko-Stil mit Stuckaturen und einem neuen schmiedeeisernen Gitter zog sich bis 1759 hin. In der Kapelle fand ein monumentaler Marmorsarkophag Aufstellung, den der Kopenhagener Holzbildhauer Simon Carl Stanley gefertigt hatte. Er trägt auf der oberen Fläche ein Kruzifix sowie eine Schriftrolle mit den Namen und Titeln des Verstorbenen. Den seitlichen Schmuck bilden 32 Ahnenwappen und Kartuschen mit Namen. An den Ecken flankieren vier lebensgroße Marmorstatuen den Sarkophag. Es sind weibliche Gestalten, die die drei theologischen Tugenden Glaube, Liebe, Hoffnung sowie die Tugend der Gerechtigkeit (Justitia) verkörpern. Vor dem Marmorsarkophag zum Kirchenschiff hin wurde später der aus Kupfer gefertigte Sarkophag seiner 1771 plötzlich in Osterrade verstorbenen zweiten Frau Charlotte Dorothea aufgestellt. Zu einem unbekannten Zeitpunkt im 20. Jahrhundert wurde dieser entfernt.

## Auszeichnungen
- Titel Geheimer Konferenzrat 1747
- Dannebrogorden, Ritter 1729
- Elefanten-Orden 31. März 1748[10]
- Ordre de l’union parfaite 1751

## Nachlass
Einige persönliche Papiere wie das Testament der Eheleute sowie Aktenstücke und Berichte von Reventlows zur Koadjutorwahl, inklusive einer Liste der dabei geleisteten Zahlungen, finden sich im dänischen Reichsarchiv.